# 헛간 고양이

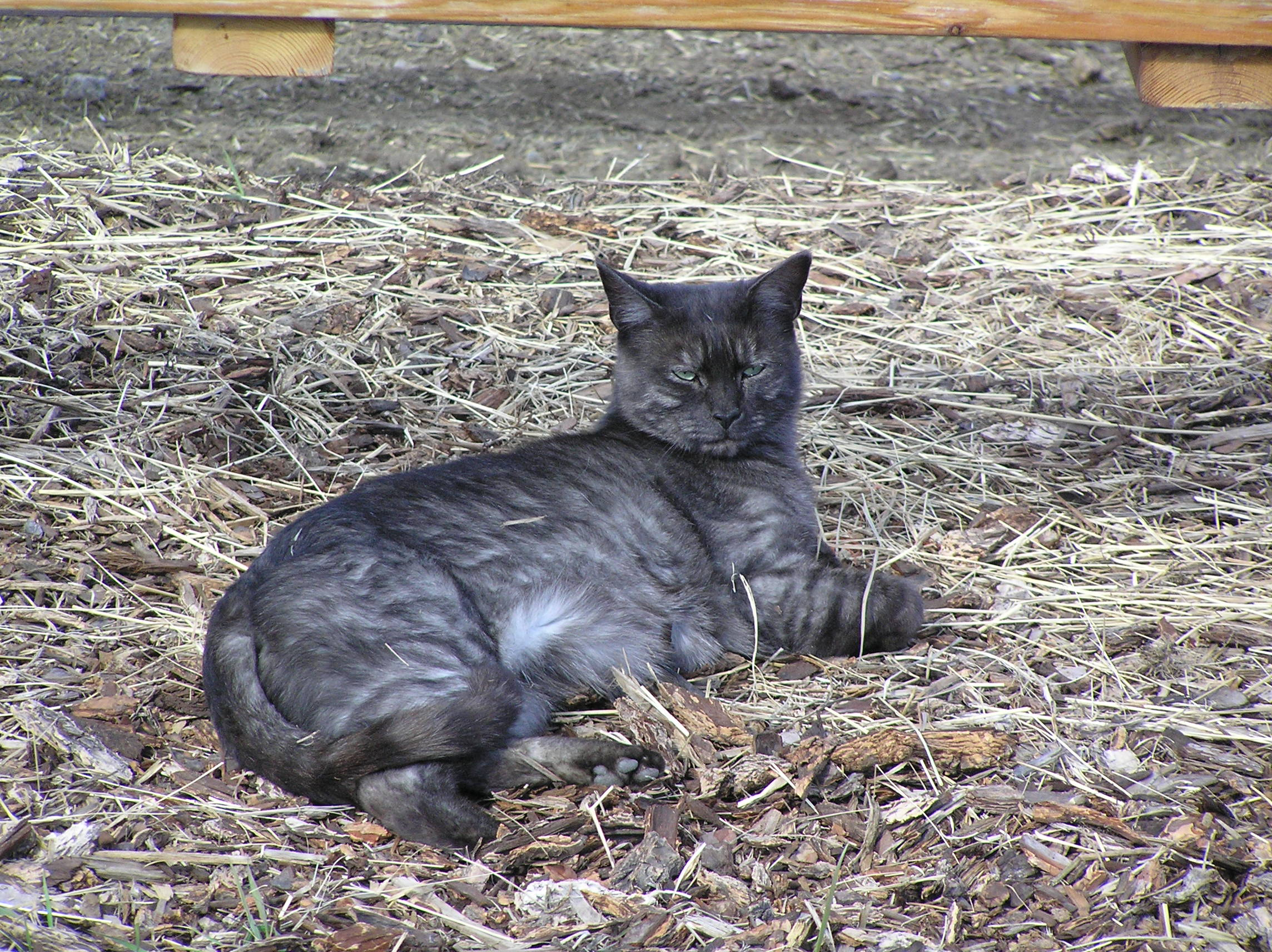

헛간 고양이(barn cat)는 집고양이의 일종으로, 농촌 지역에서 집안에 들이지 않고 밖에 풀어놓고 기르는 것들이다. 설치류를 비롯한 해수 구제를 위해 사육한다. 농가 측에서 최소한의 집과 사료는 제공하는 경우도 있고, 아예 알아서 돌아다니며 짐승들을 잡아먹고 살라고 방치하는 경우도 있다. 후자의 경우 사실상 길 고양이에 가까운 생활을 한다.
헛간 고양이를 기른 흔적은 기원전 7500년경부터 나타나며, 애초에 고양이가 애완동물화된 것도 헛간 고양이가 시초였다.

## 같이 보기
- 함재묘
- 도서관 고양이